# レブカの歴史的港町
レブカの歴史的港町（レブカのれきしてきみなとまち）は、フィジー、オバラウ島の港町レブカの沿岸部に残る歴史地区を対象とする国際連合教育科学文化機関 (UNESCO) の世界遺産リスト登録物件である（ID1399）。コロニアル建築が見られる街並みは、オセアニアとヨーロッパの文化交流や植民都市の歴史を伝えている。最初のフィジーの世界遺産であるとともに、街並みとして世界遺産となったのはオセアニアで初である。

## 歴史
レブカ歴史地区の発展は4期に分けることができる。第1期は、ベシュ＝ド＝メール交易の拠点として発達し始めた1820年代から1850年までを指す。もともと存在していたヴィトガ村 (Vitoga) の遺跡などが、この時期の様子を伝えている。
第2期は1850年から1874年で、当時フィジーにあった王国のひとつの王となったザコンバウがレブカを拠点としていた。この時期にはヨーロッパ人の入植者も増え、メソジストの教会など、キリスト教関連の建造物も建てられた。
第3期は1874年から始まる。1871年にイギリスからフィジー王に認められたザコンバウは、1874年にフィジーをイギリスの保護領とすることに同意した。実質的な植民地となったフィジーで最初の首都となったのがレブカであった。この時期がレブカの最盛期に当たるが、沿岸部に細長く展開する一方、後背地がすぐ山になっている地形的制約によって、1882年にはビチレブ島のスバに遷都された。第3期はこの1874年から1882年のわずか8年ほどの期間を指す。しかし、短期間で遷都されたことは、オセアニアに多く残る港町、ことにサモアの首都アピアと異なる特色をレブカにもたらした。アピアとレブカは植民地時代に首都だったことがある港町で、オセアニアの他の港町とは一線を画するが、アピアは今もなお首都であるがゆえに、かつての発展段階を伝える建造物群が十分には残っていない。これに対し、短期間だけ首都となった後にゆるやかに衰退したレブカには、それぞれの時期を伝える建造物群が良好に残る。これは世界遺産登録にあたっても評価された点である。
第4期は首都でなくなった後の1882年から1930年代である。1895年のサイクロンはレブカに甚大な被害をもたらしており、この時期の建造物群には、そのときに再建されたものを含んでいる。
フィジーに甚大な被害をもたらした2016年2月のサイクロン・ウィンストンは、レブカの歴史的な街並みに対しても大きな被害をもたらし、世界遺産センターからも被害に関するアピールがなされた。

## 登録経緯
レブカには1960年代に日本の商社がマグロなどの加工工場を建設した。後に経営はアメリカの水産加工会社の手に移ったが、この工場の雇用がレブカの経済を支えている。歴史的街並みへの関心は、フィジー国内の観光振興に関連する形で1970年代に高まり、1989年には歴史都市 (Historic Town) と位置づけられた。
フィジーの世界遺産条約締約は、その翌年の1990年11月21日のことであった。フィジーがレブカを世界遺産の暫定リストに記載したのは1999年10月26日のことであり、当初の記載名は「オバラウ島のレブカ（町と島）」(Levuka, Ovalau (Township and Island)) であった。
フィジーはレブカの推薦に向け、その準備となる比較研究や保護・管理体制の整備などを目的として、世界遺産基金から2003年に10,000USD、2008年に15,000USDの拠出を受けた。
正式な推薦書は2012年1月30日に世界遺産センターに受理された。翌年、世界遺産委員会の諮問機関である国際記念物遺跡会議 (ICOMOS) は「登録」を勧告した。勧告を踏まえて、その年の第37回世界遺産委員会で正式に登録が決まった。
フィジーで初の世界遺産であり、オセアニア全体では7件目の文化遺産となった。街並みを対象とする世界遺産は数多くあるが、オセアニアでの登録は初である。

### 登録名
世界遺産としての正式登録名は、Levuka Historical Port Town （英語）、Ville portuaire historique de Levuka （フランス語）である。その日本語訳は資料によって以下のような違いがある。
- レブカ歴史的港町 - 日本ユネスコ協会連盟[12]
- レブカ歴史的港湾都市 - 世界遺産アカデミー[13]
- レヴカの歴史的港湾都市 - 谷治正孝[14]
- レヴカの歴史的港町 - 古田陽久・古田真美[15]
- 歴史的港湾都市レブカ - 正井泰夫[16]

## 主な建造物

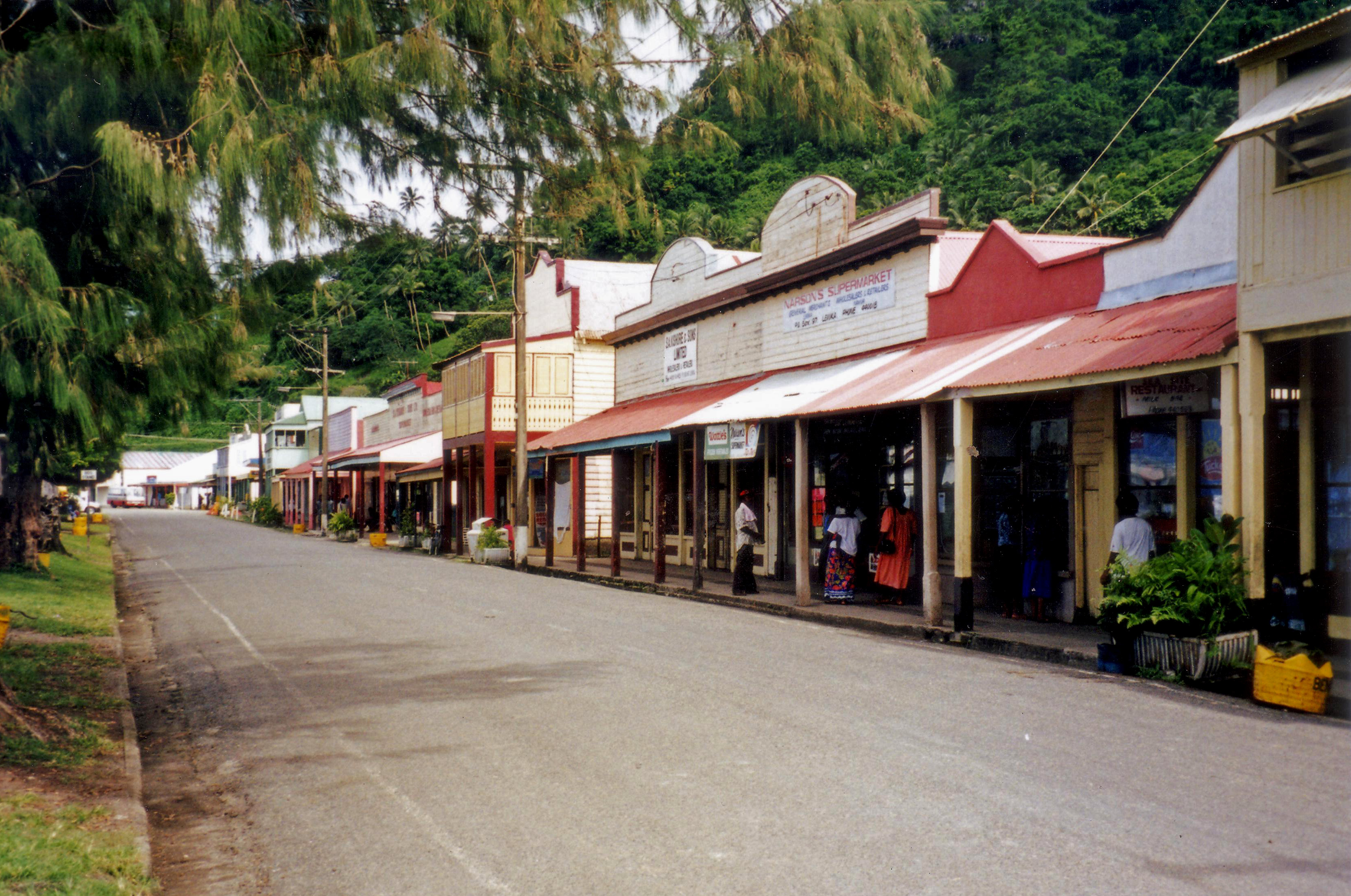
ビーチ・ストリート

海沿いのレブカはココヤシとマンゴーの木々に囲まれる町で、木造の1、2階建てのコロニアル様式の建造物群が残る。レブカのメインストリートといえるのは、海岸沿いのビーチ・ストリート (Beach street) である。この通りの南部には19世紀末のレブカ・タウン・カウンシル（木造の旧町議会）があり、通り沿いに中心部に向かうと、1890年代に建設された家々や、セイクリッド・ハート教会 (Sacred Heart Church) が残る。セイクリッド・ハート教会は1866年建造で、石造の時計台を擁している。
通りを内陸側に入ると、フィジー最古のホテルである木造二階建てのロイヤル・ホテル（1874年）、フィジー初の公立学校であるレブカ・パブリック・スクール（1879年開校）などが残る。

## 登録基準
この世界遺産は世界遺産登録基準のうち、以下の条件を満たし、登録された（以下の基準は世界遺産センター公表の登録基準からの翻訳、引用である）。
- (2) ある期間を通じてまたはある文化圏において、建築、技術、記念碑的芸術、都市計画、景観デザインの発展に関し、人類の価値の重要な交流を示すもの。

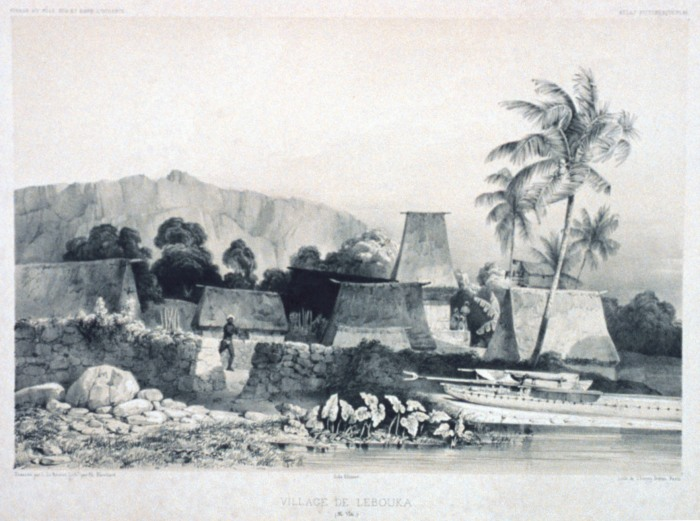
19世紀前半のレブカ

  - 世界遺産委員会はこの基準の適用理由について、「レブカの歴史的港町は、19世紀を通じて太平洋島嶼の地理的・文化的地域で見られた、ヨーロッパの海洋上の拡大過程の一部をなす重要な人類の諸価値の交流と文化的接触を示している。それは後期植民地港湾都市の希少な例であり、植民地の規格とともに地元集落の伝統と溶け込んだ都市計画と、太平洋の非定住者のコミュニティとの文化的混成を示している。そのようにして、この町は、漁撈と輸出に基礎を置いた植民地化後期の工業化段階の諸過程を示しているのである」[21]と説明した。

- (4) 人類の歴史上重要な時代を例証する建築様式、建築物群、技術の集積または景観の優れた例。
  - 世界遺産委員会はこの基準の適用理由について、「レブカの歴史的港町の都市類型は、19世紀におけるヨーロッパ植民地化の地球規模の特色と制度を反映している。海洋植民地化の19世紀後半の諸段階を反映する太平洋港湾入植地の特定の型として、レブカは、大洋特有の社会的・文化的・地形的環境に対するヨーロッパ海軍力の適応に関する識見を提供している。植民地居留地の類型と地元の建築的伝統の組み合わせは、太平洋の港湾都市景観の特殊な型を創出した」[21]と説明した。